# Yang Jianping
Yang Jianping, född 10 december 1979, är en kinesisk bågskytt. Hon deltog vid olympiska sommarspelen 1996 och olympiska sommarspelen 2000.